# 翁厚全
翁厚全（英語：Adrian Yung Hau Tsuen，2004年8月26日—）是一位香港男子高山滑雪運動員。他曾代表中國香港參加2022年冬季奧林匹克運動會，在自己參加的兩個小項上均未能完成比賽。

## 奧運統計
| 屆數   | 大迴轉賽 | 迴轉賽 |
| ------ | -------- | ------ |
| 2022年 | DNF      | DNF    |